# タイリンキンシバイ
タイリンキンシバイ Hypericum ×hidcoteense（大輪金糸梅）は、オトギリソウ科の直立する半常緑小低木。Hypericum addingtonii 、セイヨウキンシバイ H. calycinum および Hypericum hookerianum を親種とする3種間雑種に起源するとされる園芸品種である。ヒペリクム・ヒドコート (Hypericum 'Hidcote') とも呼ばれる。
キンシバイ H. patulumと似ているが、本種は葉が平面上に並ばず、十字対生状に節ごとに角度がややずれてつくことや、花の径が約6 cm（センチメートル）と大きいことからキンシバイと区別される。かつてはキンシバイの園芸品種 Hypericum patulum 'Hidcote' として扱われた。また、Hypericum forrestii とセイヨウキンシバイ H. calycinum の雑種と考えられたこともあった。

## 形態
樹高 0.3–1 m（メートル）（1.5 mとも）。褐色で円柱状の枝を出し、叢状に密に茂って横方向への広がりは 1.5 m に達する。枝は赤みがかっており、稜をもたない。葉は長楕円形から狭卵形、また披針形で、長さ (3–)4–5(–6) cm、最大幅は基部寄りにある。向軸側は暗緑色なのに対し、背軸側は薄い青みがかった緑色で、網状脈の葉脈（側脈）がはっきりしており、キンシバイに比べよく見える。葉柄はごく短い。葉はキンシバイに比べて厚い。対生で平面に並ばず、節ごとに角度がずれてつく。
花は少数が集散花序として頂生し、6月から10月にかけて咲き続ける。花冠は平開し、径は 5–7 cm、花色はゴールデンイエロー(黄金黄色）。花弁は基部3分の1だけが重複し、縁はよく多少切れ込む。雄蕊は花弁の3分の1の長さしかなく、葯は橙色。花柱は5本で、離生し、子房とほぼ等長。稀にしか結実しない。

## 人間との関わり
起源は定かではないが、1920年から1930年にかけてのイングランドで作出されたと考えられている。よく好まれ、広く植栽される。庭木や公園樹として普通に用いられる。キンシバイに比べ樹勢が強いほか、花径も大きく花数も多いため園芸品種として優れる。葉が細くなり、斑入りにするウイルスに感染しやすい。